# Estetyczne poglądy
Estetyczne poglądy – humoreska Cypriana Kamila Norwida z 1881 konfrontująca rubasznego szlachcica z subtelną artystką.

## O utworze
Humoreska powstała w kwietniu lub maju 1881 równocześnie z tekstami (m.in. wierszem Rozebrana) przesłanymi Kraszewskiemu do Hyères. We fragmencie pamiętnika pana Gozdawy Norwid wzorował się na słynnej Przedmowie wydawcy, którą Zygmunt Krasiński poprzedził wydane anonimowo w Paryżu w 1840 Trzy myśli po ś. p. Henryku Ligenzie. Przedmowę swą podpisał nazwiskiem Stefana Szczęsnego Bogdana Mielikowskiego herbu Gozdawa, skąd wziął nazwisko swego bohatera Norwid. Treść utworu opiera się prawdopodobnie na rzeczywistej anegdocie. Jeszcze bowiem w 1876 w liście do Kraszewskiego Norwid wspominał, że spotkał w Dreźnie szlachcica, który mu mówił: kazałem się chłopom zanieść w lektyce do Grinegewelbu, bo tam ma być Rafael, o którym Kraszewski pisał dobrze. Utwór opublikowała Konstancja Łozińska w 1912 w Echu literacko-artystycznym.

## Treść

### I
Pan Kalasanty Pawęż Gozdawa przekazał narratorowi fragmenty swego pamiętnika. Przyznaje w nim z ukontentowaniem, że dał się zanieść Sasom w lektyce do Grüngerblum, zobaczyć Rafaela, o którym tyle się nakrzyczano. Zobaczył i owszem, kobieta w powietrzu i nic więcej. Widział tam również naszego króla Zygmunta, któremu alchemik z żaru wygrzebuje kasztany. Matejko to malował, ale o tym tyle nie nakrzyczano. I widział Kraszewskiego pod pomarańczami. Dla córki swej przejechał potem Włochy. Był w Pompei, która zgorzała, gdy ktoś ogień zapuścił z Wezuwiusza. Tak się nazywa, bo musiano sporo się napompować, żeby je ugasić. W Paryżu zaś widział Dyjannę pogańską z lędźwiami kamiennymi, co były jak żywe. I taka to jest różnica między sławnym Rafaelem, a tym co Dyjannę wyrżnął z kamienia.

### II
Narrator miał przed kilkoma dniami w ręku prywatny list Heleny Modrzejewskiej, w którym było o Panu Bogu, o słonecznym promieniu, o modlitwie, o materii jedwabnej na suknię, o teatrze i o bieżącym interesie... Nie pamięta, żeby coś równie udanego po polsku czytał. Nie pyta dlaczego wielka artystka gra dla Anglików. W społeczności, w której nikt nie był docenionym od kilkuset lat, nie ma sensu to pytanie. Może dlatego, że Mickiewicz żył za szwajcarskie i francuskie pieniądze i musiał zastawić zegarek, by zjeść obiad. Ale dlaczego Modrzejewska nie pisze po polsku? Piśmiennictwo polskie zyskałoby pióro jakiego dotąd nie ma. Drużbacka nadto serem owczym i kalendarzem trąci. Deotyma – kandelabrem woskowym lub kadzielnicą.